# Green (poème)
Pour les articles homonymes, voir Green.
Green est un poème de Paul Verlaine qui fait partie du recueil Romances sans paroles. C'est un poème à forme brève, en trois quatrains d'alexandrins aux rimes croisées. Il exprime le désir d’aimer et d’être aimé, sur un ton élégiaque (mélange de douleur et tristesse).

## Texte du poème
Voici des fruits, des fleurs, des feuilles et des branches

Et puis voici mon cœur qui ne bat que pour vous.

Ne le déchirez pas avec vos deux mains blanches

Et qu'à vos yeux si beaux l'humble présent soit doux.

J'arrive tout couvert encore de rosée

Que le vent du matin vient glacer à mon front.

Souffrez que ma fatigue à vos pieds reposée

Rêve des chers instants qui la délasseront.

Sur votre jeune sein laissez rouler ma tête

Toute sonore encore de vos derniers baisers ;

Laissez-la s'apaiser de la bonne tempête,

Et que je dorme un peu puisque vous reposez.
— Paul Verlaine, Romances sans paroles 1874

## Dans la culture
Sauf indication contraire ou complémentaire, les informations mentionnées dans cette section proviennent du générique de fin de l'œuvre audiovisuelle présentée ici.
- Le poème est mis en musique et chanté à la radio par Léo Ferré en 1959, puis enregistré en studio et publié dans le double-album Verlaine et Rimbaud (1964), avec un arrangement de Jean-Michel Defaye. Il est également repris par Julos Beaucarne dans son album Chandeleur septante-cinq, en 1975.
- Dans le film Le Sourire, le poème est promptement récité par Jean-Paul Bonnaire à la 35e minute.
- Dans le film Week-ends, il est récité par Gisèle Casadesus et Aurélia Petit.
- Le poème est cité de tête par le président Emmanuel Macron lors de l'émission Les Rencontres du Papotin sur France 2 le 07 janvier 2023.